# Pjotr Petrowitsch Krjutschkow

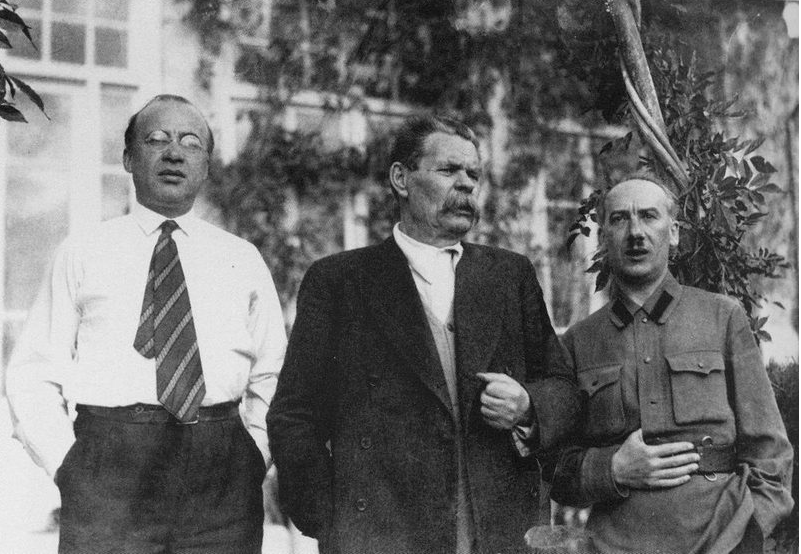
Pjotr Krjutschkow (links) neben Gorki und Jagoda (1933)

Pjotr Petrowitsch Krjutschkow (russisch Пётр Петрович Крючков; * 1889; † 15. März 1938 in Moskau) war ein sowjetischer Rechtsanwalt und persönlicher Sekretär des Schriftstellers Maxim Gorki.
Krjutschkow war 1938 einer der 21 Angeklagten im dritten Moskauer Schauprozess. Ihm wurde vorgeworfen, er habe in Genrich Jagodas Auftrag an einem Komplott zur Ermordung Gorkis und dessen Sohnes teilgenommen. Gorkis Ärzte Lew Grigorjewitsch Lewin und Dmitri Dmitrijewitsch Pletnjow seien seine Komplizen gewesen. Krjutschkow und Lewin wurden zum Tode verurteilt. Außerdem sollte ihr persönliches Eigentum beschlagnahmt werden. Zwei Tage später wurden sie hingerichtet. Pletnjow wurde zu 25 Jahren Gefängnis verurteilt und erst 1941, bei einer Massenexekution des NKWD in Orjol, erschossen.